# Faust (Avatar Press)
Faust è un personaggio dei fumetti, creato nei primi anni '90 dallo sceneggiatore David Quinn e dal disegnatore Tim Vigil.

## Storia
Le origini del protagonista anti-eroe della serie a fumetti non sono mai affrontate in modo diretto ma solo sparse nei dialoghi e sono una rivisitazione in chiave moderna del Faust dello scrittore e poeta Johann Wolfgang von Goethe: John Jaspers, un uomo affetto dal Disturbo dissociativo dell'identità vende la sua anima a Mephisto (chiamato semplicemente M) per riuscire ad ottenere il controllo su sé stesso ma al contrario verrà trasformato in una macchina assassina comandata da una voce interiore ben più selvaggia che ha bisogno di un nuovo volto (maschera) per emergere.
La storia viene raccontata attraverso gli occhi di Jaspers, del giornalista Ron Redford e della psichiatra, ed ex fidanzata di John, Jane, e inizia con il ritorno fra i vivi di Jaspers dopo che la notizia sulla sua presunta morte collegata ad una serie di omicidi è stata resa pubblica.
M. (Mephisto), grande illusionista e capo dell'organizzazione criminale e società semi-segreta nota come "La Mano", nel frattempo cerca di rimediare al progetto fallimentare che è stato Jaspers creando un secondo Homunculus il quale dovrà portare caos e distruzione al mondo mentre prepara una messa nera finalizzata alla nascita dell'anticristo.
Jane verrà scelta come nuovo ricettacolo e quindi presa sotto mira dagli scagnozzi di Mephisto; Ron cercherà invece di trovare informazioni sia su Jaspers che su Mephisto per comprendere come agire per salvare il mondo; mentre Jaspers ucciderà e torturerà chiunque sia anche solo lontanamente collegato ad M.
Nel finale Mephisto si avvicina al compimento della sua opera permettendo al vero Lucifero di raggiungere la terra mentre Jaspers giace in una pozza di sangue e l'Homunculus (generato dal suo scagnozzo Hapi) continua ad abusare di Jane ormai sotto l'influenza dell'illusionista; Ron riesce però a far risalire Jaspers facendogli bere il latte di Mandragora, rendendolo così Legione, e lo convince a risolvere il problema: in realtà sarà proprio Jane a salvare il mondo uccidendo il feto che porta dentro di sé trafiggendolo con le lame di Jaspers.  
Jaspers e Mephisto si distruggono a vicenda mentre il mondo pare dimenticare tutto ciò che è avvenuto nelle ultime 24h, mentre Jane e Ron portano avanti un'amicizia costantemente minata dai ricordi indelebili del rito.

## Pubblicazione
In Italia sono stati pubblicati 6 numeri (corrispondenti ai primi 10 numeri dell'edizione originale americana) da Ed. Eden nel 1991. La serie completa è costituita da 15 numeri. Nel 2022 la serie è stata ripubblicata, questa volta per intero, dalla Cosmo Editoriale, con un adattamento più fedele all'originale.

## Altri media
Il fumetto è stato riadattato nel 2000 in un film cinematografico di genere splatter diretto dal regista statunitense Brian Yuzna. Questo riadattamento, anche se scritto in collaborazione con l'autore originale (David Quinn), prende solo come linea di ispirazione il fumetto, raccontando una storia completamente diversa: Ron viene rimosso totalmente dalla trama, Jane viene resa sessuofobica, Mephisto viene considerato un vero e proprio Diavolo fin dall'inizio e Jaspers è un pittore anti-eroe votato al bene in grado di trasformarsi in un essere assassino dal design demoniaco (quindi niente costume con casco e maschera ma una necropelle simile a quella di Spawn che viene generata dal nulla); oltretutto perde le scene sessualmente esplicite (che compongono un buon 60% dell'opera originale) e quelle insensatamente violente; il rituale finale, come anche l'Homunculus, non vengono portati a compimento facendo morire tutti i personaggi negativi al termine del film.

Considerato un film di culto, ha avuto diverse distribuzioni nel corso degli anni: con la ristampa nel 2022 della serie regolare a fumetti in Italia il film è stato riedito in Blu Ray dalla Hellhouse Distribuzioni con una copertina disegnata per l'occasione in collaborazione con la Scuola internazionale di Comics.